# XZR
XZR (エグザイル 破戒の偶像?, XZR: Hakai no Gōzō) è un videogioco action RPG sviluppato da Telenet per NEC PC-8801 nel 1988 e in seguito convertito per MSX2, PC-98 e Sharp X1. Il videogioco è il primo titolo della serie Exile.

## Trama
Il protagonista è Sadler, un assassino siriano nato nel XII secolo che ha come scopo quello di uccidere il califfo. Nel corso del gioco Sadler si ritroverà nel XX secolo e dovrà eliminare il segretario generale del PCUS e il presidente degli Stati Uniti d'America.